# Fort Morgan (Colorado)
Fort Morgan település az Amerikai Egyesült Államok Colorado államában, Morgan megyében, melynek megyeszékhelye is. Lakosainak száma 11 597 fő (2020. április 1.).

## Közlekedés

### Vasút
A települést napi egy pár California Zephyr néven futó Amtrak távolsági vonatjárat érinti.

## Népesség
| Lakosok száma | 11 315 | 11 451 | 11 597 |
|               | 2010   | 2012   | 2020   |